# Katastralgemeinde Glantschach (Gemeinde Liebenfels)
Die Katastralgemeinde Glantschach ist eine von elf Katastralgemeinden der Marktgemeinde Liebenfels im Bezirk St. Veit an der Glan in Kärnten. Sie hat eine Fläche von 127,72 ha (Stand 31. Dezember 2023).
Die Katastralgemeinde gehört zum Sprengel des Vermessungsamtes Klagenfurt.

## Lage
Die Katastralgemeinde liegt im südwestlichen Teil des Bezirks St. Veit an der Glan. Sie wird im Süden durch den Liembergbach von den Katastralgemeinden Liemberg und Rottschaft Feistritz getrennt; im Osten bildet der Harter Bach die Grenze zur Katastralgemeinde Rosenbichl. Entlang der Hänge im Nordwesten sowie der Felswände im Norden, zum Steiner Kogel hin, verläuft die Grenze zu den Katastralgemeinden Gradenegg und Pflausach. Die Katastralgemeinde erstreckt sich über eine Höhenlage von 574 m ü. A. am Zusammenfluss von Liemberg- und Harter Bach im Südosten bis zu 850 m ü. A. nahe dem Steiner Kogel im Nordwesten.

## Ortschaften
Alle Häuser auf dem Gebiet der Katastralgemeinde gehören zur Ortschaft Glantschach; Teile jener Ortschaft erstrecken sich mittlerweile auch auf die benachbarten Katastralgemeinden Rottschaft Feistritz und Rosenbichl.

## Vermessungsamt-Sprengel
Die Katastralgemeinde gehört seit 1. Jänner 1998 zum Sprengel des Vermessungsamtes Klagenfurt. Davor war sie Teil des Sprengels des Vermessungsamtes St. Veit an der Glan.

## Geschichte
Ende des 18. Jahrhunderts wurden die Kärntner Steuergemeinden (später: Katastralgemeinden) gebildet und Steuerbezirken zugeordnet. Die Steuergemeinde Glantschach wurde Teil des Steuerbezirks Gradenegg.
Im Zuge der Reformen nach der Revolution 1848/49 wurden in Kärnten die Steuerbezirke aufgelöst und Ortsgemeinden gebildet, die jeweils das Gebiet einer oder mehrerer Steuergemeinden umfassten. Die Steuer- bzw. Katastralgemeinde Glantschach wurde damals Teil der Gemeinde Glantschach. 1875 wurde die Katastralgemeinde an die Gemeinde Pulst angeschlossen. 1958 wurde die Katastralgemeinde Teil der Gemeinde Liebenfels, die damals durch die Fusion der Gemeinden Liemberg, Hardegg und Pulst entstand.
Die Größe der Katastralgemeinde Glantschach wurde 1854 mit 221 Österreichischen Joch und 1377 Klaftern (ca. 128 ha, also die heutige Fläche) angegeben; damals lebten 74 Personen auf dem Gebiet der Katastralgemeinde.
Die Katastralgemeinde Glantschach gehörte ab 1850 zum politischen Bezirk St. Veit an der Glan und zum Gerichtsbezirk Sankt Veit an der Glan. 1854 bis 1868 gehörte sie zum Gemischten Bezirk Sankt Veit an der Glan. Seit der Reform 1868 ist sie wieder Teil des politischen Bezirks St. Veit an der Glan und des Gerichtsbezirks Sankt Veit an der Glan.